# آنتساهامنا
آنتساهامنا (به لاتین: Antsahamena) یک منطقهٔ مسکونی در ماداگاسکار است که در بخش انداپا واقع شده است. آنتساهامنا ۳٬۴۱۸ نفر جمعیت دارد و ۵۰۵ متر بالاتر از سطح دریا واقع شده است.